# Nagroda za najlepszy komiks na Międzynarodowym Festiwalu Komiksu w Angoulême
Nagroda za najlepszy komiks na Międzynarodowym Festiwalu Komiksu w Angoulême przyznawana jest corocznie od 1976 roku. Laureaci – rysownik i scenarzysta zwycięskiego tytułu – otrzymują od 2008 roku statuetkę Złotego Kota (fr. Fauve d'Or). W latach 1976–1978 nagroda podzielona była na cztery kategorie: francuski komiks realistyczny (meilleure œuvre réaliste française), francuski komiks humorystyczny (meilleure œuvre comique française), zagraniczny komiks realistyczny (meilleure œuvre réaliste étrangère) i zagraniczny komiks humorystyczny (meilleure œuvre comique étrangère). W latach 1986–2001 podzielona była na dwie kategorie: komiks francuski i zagraniczny. Obecnie nagroda nie jest rozróżniana na kategorie.

## Nagrodzeni
| Rok  | Tytuł                                                                | Rysownik             | Scenarzysta                  | Nazwa nagrody                       |
| ---- | -------------------------------------------------------------------- | -------------------- | ---------------------------- | ----------------------------------- |
| 1976 | Le Vagabond des Limbes, t. 2: L'Empire des soleils noirs             | Julio Ribera         | Christian Godard             | Meilleure œuvre réaliste française  |
| 1976 | Gai-Luron, t. 2: Gai-Luron en écrase méchamment                      | Gotlib               | Gotlib                       | Meilleure œuvre comique française   |
| 1976 | Corto Maltese, t. 1: Ballada o Słonym Morzu                          | Hugo Pratt           | Hugo Pratt                   | Meilleure œuvre réaliste étrangère  |
| 1976 | La Tribu terrible                                                    | Gordon Bess          | Gordon Bess                  | Meilleure œuvre comique étrangère   |
| 1977 | Légendes et réalité de Casque d'or                                   | Annie Goetzinger     | Annie Goetzinger             | Meilleure œuvre réaliste française  |
| 1977 | Le Baron noir                                                        | Yves Got             | René Pétillon                | Meilleure œuvre comique français    |
| 1977 | Les Maîtres du tonnerre                                              | Hans Kresse          | Hans Kresse                  | Meilleure œuvre réaliste étrangère  |
| 1977 | Andy Capp, t. 2: Si c'est pas pire, ça ira!                          | Reginald Smythe      | Reginald Smythe              | Meilleure œuvre comique étrangère   |
| 1978 | Alix, t. 13: Le Spectre de Carthage                                  | Jacques Martin       | Jacques Martin               | Meilleure œuvre réaliste française  |
| 1978 | Le Génie des alpages, t. 3: Barre-toi de mon herbe!                  | F'Murrr              | F'Murrr                      | Meilleure œuvre comique française   |
| 1978 | Alack Sinner                                                         | José Muñoz           | Carlos Sampayo               | Meilleure œuvre réaliste étrangère  |
| 1978 | Ptyś i Bill, t. 14: Ras le Bill!                                     | Roba                 | Roba                         | Meilleure œuvre comique étrangère   |
| 1981 | Paracuellos                                                          | Carlos Giménez       | Carlos Gimenez               | Alfred du meilleur album (ex-aequo) |
| 1981 | Silence                                                              | Comès                | Comès                        | Alfred du meilleur album (ex-aequo) |
| 1982 | Jonathan, t. 7: Kate                                                 | Cosey                | Cosey                        | Alfred du meilleur album            |
| 1983 | Alack Sinner, t. 1: Flic ou privé                                    | José Muñoz           | Carlos Sampayo               | Alfred du meilleur album            |
| 1984 | Marcel Labrume, t. 2: À la recherche des guerres perdues             | Attilio Micheluzzi   | Attilio Micheluzzi           | Alfred du meilleur album            |
| 1985 | Mroczne miasta, t. 2: Gorączka urbikandyjska                         | François Schuiten    | Benoît Peeters               | Alfred du meilleur album            |
| 1986 | Żona magika                                                          | François Boucq       | Jérôme Charyn                | Alfred du meilleur album français   |
| 1986 | Torpedo, t. 4: Sztuka dobijania                                      | Jordi Bernet         | Enrique Sanchez Abuli        | Alfred du meilleur album étranger   |
| 1987 | Vic Valence, t. 1: Une Nuit chez Tennessee                           | Jean-Pierre Autheman | Jean-Pierre Autheman         | Alfred du meilleur album français   |
| 1987 | Indiańskie lato                                                      | Milo Manara          | Hugo Pratt                   | Alfred du meilleur album étranger   |
| 1988 | Jonathan Cartland, t. 8: Les survivants de l'ombre                   | Michel Blanc-Dumont  | Laurence Harlé               | Alph-Art du meilleur album français |
| 1988 | Maus, t. 1: Mój ojciec krwawi historią                               | Art Spiegelman       | Art Spiegelman               | Alph-Art du meilleur album étranger |
| 1989 | Théodore Poussin, t. 3: Marie-Vérité                                 | Frank Le Gall        | Frank Le Gall                | Alph-Art du meilleur album français |
| 1989 | Strażnicy                                                            | Dave Gibbons         | Alan Moore                   | Alph-Art du meilleur album étranger |
| 1990 | Gazoline et la planète rouge                                         | Jano                 | Jano                         | Alph-Art du meilleur album français |
| 1990 | V jak vendetta                                                       | David Lloyd          | Alan Moore                   | Alph-Art du meilleur album étranger |
| 1991 | Le Chemin de l'Amérique                                              | Baru                 | Jean-Marc Thévenet           | Alph-Art du meilleur album français |
| 1991 | Manuel Montano                                                       | Miguelanxo Prado     | Fernando Luna                | Alph-Art du meilleur album étranger |
| 1992 | Couma acó                                                            | Edmond Baudoin       | Edmon Baudoin                | Alph-Art du meilleur album français |
| 1992 | Calvin i Hobbes, t. 5: Zemsta pilnowanych                            | Bill Watterson       | Bill Watterson               | Alph-Art du meilleur album étranger |
| 1993 | Basil et Victoria, t. 2: Jack                                        | Édith                | Yann                         | Alph-Art du meilleur album français |
| 1993 | Maus, t. 2: I tu się zaczęły moje kłopoty                            | Art Spiegelman       | Art Spiegelman               | Alph-Art du meilleur album étranger |
| 1994 | L'Histoire du Corbac aux baskets                                     | Fred                 | Fred                         | Alph-Art du meilleur album français |
| 1994 | Trait de craie                                                       | Miguelanxo Prado     | Miguelanxo Prado             | Alph-Art du meilleur album étranger |
| 1995 | Le Cahier bleu                                                       | André Juillard       | André Juillard               | Alph-Art du meilleur album français |
| 1995 | Jonas Fink, t. 1: L'Enfance                                          | Vittorio Giardino    | Vittorio Giardino            | Alph-Art du meilleur album étranger |
| 1996 | Autostrada słońca                                                    | Baru                 | Baru                         | Alph-Art du meilleur album français |
| 1996 | Gnat, t. 1                                                           | Jeff Smith           | Jeff Smith                   | Alph-Art du meilleur album étranger |
| 1997 | Qui a tué l'idiot?                                                   | Nicolas Dumontheuil  | Nicolas Dumontheuil          | Alph-Art du meilleur album français |
| 1997 | Le Silence de Malka                                                  | Ruben Pellejero      | Jorge Zentner                | Alph-Art du meilleur album étranger |
| 1998 | Dziadek Leon, t. 2: Brzydki, biedny i chory                          | Nicolas de Crécy     | Sylvain Chomet               | Alph-Art du meilleur album français |
| 1998 | Faks z Sarajewa                                                      | Joe Kubert           | Joe Kubert                   | Alph-Art du meilleur album étranger |
| 1999 | Monsieur Jean, t. 4: Vivons heureux sans en avoir l'air              | Dupuy-Berberian      | Dupuy-Berberian              | Alph-Art du meilleur album français |
| 1999 | Klatki                                                               | Dave McKean          | Dave McKean                  | Alph-Art du meilleur album étranger |
| 2000 | Ibikus, t. 2: Księga 2                                               | Pascal Rabaté        | Pascal Rabaté                | Alph-Art du meilleur album français |
| 2000 | Passage en douce                                                     | Helena Klakocar      | Helena Klackocar             | Alph-Art du meilleur album étranger |
| 2001 | Jack Palmer, t. 12: L'Enquête corse                                  | René Pétillon        | René Pétillon                | Alph-Art du meilleur album français |
| 2001 | Le Canard qui aimait les poules                                      | Carlos Nine          | Carlos Nine                  | Alph-Art du meilleur album étranger |
| 2002 | Pirat Izaak, t. 1: Ameryki                                           | Christophe Blain     | Christophe Blain             | Alph-Art du meilleur album          |
| 2003 | Jimmy Corrigan                                                       | Chris Ware           | Chris Ware                   | Alph-Art du meilleur album          |
| 2004 | Codzienna walka, t. 1: Codzienna walka                               | Manu Larcenet        | Manu Larcenet                | Prix du meilleur album              |
| 2005 | Kurczak ze śliwkami                                                  | Marjane Satrapi      | Marjane Satrapi              | Prix du meilleur album              |
| 2006 | Notes pour une histoire de guerre                                    | Gipi                 | Gipi                         | Prix du meilleur album              |
| 2007 | NonNonBâ                                                             | Shigeru Mizuki       | Shigeru Mizuki               | Prix du meilleur album              |
| 2008 | Przybysz                                                             | Shaun Tan            | Shaun Tan                    | Fauve d'Or: Prix du meilleur album  |
| 2009 | Pinokio                                                              | Winshluss            | Winshluss                    | Fauve d'Or: Prix du meilleur album  |
| 2010 | Pascal Brutal, t. 3: Plus Fort que les Forts                         | Riad Sattouf         | Riad Sattouf                 | Fauve d'Or : Prix du meilleur album |
| 2011 | Pięć tysięcy kilometrów na sekundę                                   | Manuele Fior         | Manuele Fior                 | Fauve d'Or: Prix du meilleur album  |
| 2012 | Kroniki jerozolimskie                                                | Guy Delisle          | Guy Delisle                  | Fauve d'Or: Prix du meilleur album  |
| 2013 | Kroniki dyplomatyczne, t. 2                                          | Christophe Blain     | Christoph Blain, Abel Lanzac | Fauve d'Or: Prix du meilleur album  |
| 2014 | Come prima                                                           | Alfred               | Alfred                       | Fauve d'Or: Prix du meilleur album  |
| 2015 | Arab przyszłości, t. 1: Dzieciństwo na Bliskim Wschodzie (1978–1984) | Riad Sattouf         | Riad Sattouf                 | Fauve d'Or: Prix du meilleur album  |
| 2016 | Tutaj                                                                | Richard McGuire      | Richard McGuire              | Fauve d'Or: Prix du meilleur album  |
| 2017 | Paysage après la bataille                                            | Eric Lambé           | Philippe de Pierpont         | Fauve d'Or: Prix du meilleur album  |
| 2018 | La Saga de Grimr                                                     | Jérémie Moreau       | Jérémie Moreau               | Fauve d'Or: Prix du meilleur album  |
| 2019 | My Favorite Thing Is Monsters                                        | Emil Ferris          | Emil Ferris                  | Fauve d'Or: Prix du meilleur album  |
| 2020 | Révolution, t. 1: Liberté                                            | Grouazel Florent     | Locard Younn                 | Fauve d'Or: Prix du meilleur album  |
| 2021 | Wypadek na polowaniu                                                 | Landis Blair         | David L. Carlson             | Fauve d'Or: Prix du meilleur album  |
| 2022 | Nadstaw ucha, śliczna Màrcio                                         | Marcello Quintanilla | Marcello Quintanilha         | Fauve d'Or: Prix du meilleur album  |
| 2023 | La couleur des choses                                                | Martin Panchaud      | Martin Panchaud              | Fauve d'Or: Prix du meilleur album  |
| 2024 | Monica                                                               | Daniel Clowes        | Daniel Clowes                | Fauve d'Or: Prix du meilleur album  |
| 2025 | Deux filles nues                                                     | Luz                  | Luz                          | Fauve d'Or: Prix du meilleur album  |